# フョードル・ゲイデン

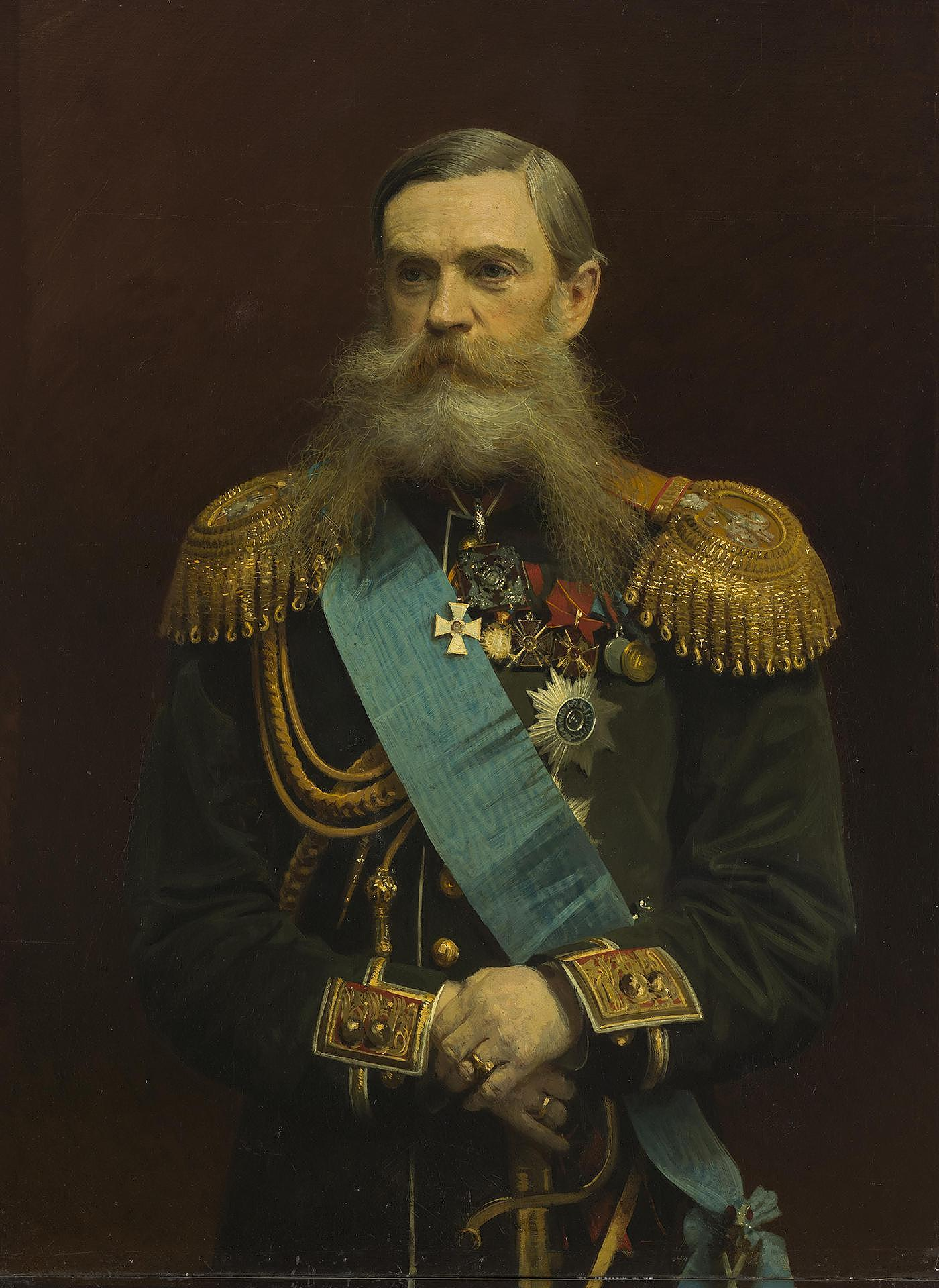
フョードル・ゲイデン

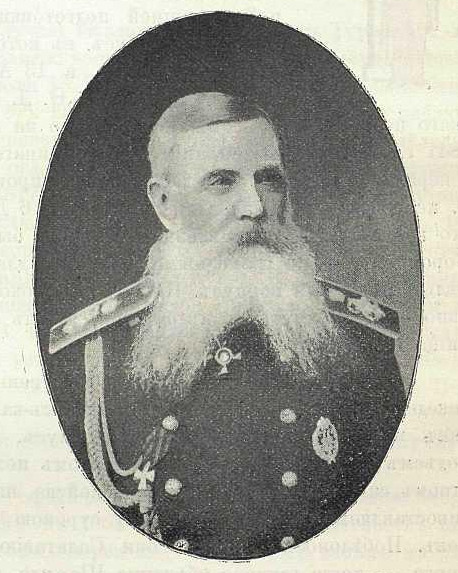
1895年撮影

フョードル・ロギノヴィチ・ゲイデン伯爵（ロシア語: Фёдор Логинович Гейден、Fedor Loginovich Geyden、1821年 - 1900年）は、帝政ロシアの陸軍軍人、政治家。初代ロシア帝国軍参謀総長、フィンランド総督（1881年 - 1898年）。最終階級は陸軍歩兵大将。オランダ語名はフレデリック・モーリッツ・ファン・ヘイデン（Frederick Maurice van Heyden）。

## 生涯
1821年帝政ロシアの保護下にあったフィンランド大公国のスヴェアボリに生まれる。ゲイデンの生家、ファン・ヘイデン家（ゲイデン家）は、オランダ系で、父ルートヴィヒ・ジギスムント・グスタフス・ファン・ヘイデン（1772年9月6日、ハーグ - 1850年11月5日、タリン）は、オランダ海軍の提督で、フランスがオランダに侵入したあと、1795年にオランダを逃れ、リヴォニアに亡命した。母親アンヌ＝マリー・アケレーイェは、デンマーク出身である。
17歳で軍務に就いたゲイデンは、プロテスタントからロシア正教に改宗し、フョードル・ロジノヴィチ・ゲイデンを名乗るようになる。カフカスやハンガリーの戦線に配属され、1849年陸軍大佐に昇進する。クリミア戦争では、バルト軍団総参謀長を務めたが、特に目立った勲功は立てることなく終わった。1855年少将となる。また、これに先立つ1854年にエリザヴェータ・ズーボワ伯爵令嬢（1833年 – 1894年）と結婚した。岳父のニコライ・ズーボフ伯爵は、エカテリーナ2世晩年の寵臣プラトン・ズーボフ公爵の実兄で、宮廷で執事（主計頭？）を務めた人物である。
クリミア戦争後、主として参謀畑を歩き、陸軍大臣ドミトリー・ミリューチン将軍の軍制改革にも参加した。1866年には参謀総長となり、1874年軍制改革の一環として徴兵制度が導入されるが、ゲイデンは徴兵委員会委員長に就任し、関係法規の整備に尽力した。露土戦争では、ロシア軍の動員を指揮し、ミリューチンが戦線指揮のため、不在中は陸相を代行し、戦争の遂行と勝利に貢献した。
1870年陸軍大将に昇進する。かくして輝かしい軍歴を持つに至ったゲイデンは、1881年フィンランド総督に任命された。フィンランド総督としては、自身もロシアに帰化していたことから、ロシアへの同一化について抵抗感を覚えていなかった節があり、フィンランドのロシア化政策を支持した。しかし、ミリューチン軍制改革の推進者であったことからもわかるようにゲイデンは近代化推進論者の一面も持ち合わせており、フィンランド国民からは、ツァーリズムの尖兵として振舞った彼以後の総督達とは異なり、少なからぬ支持を得ていた。
ゲイデンは官庁、軍、大学における公用語として、フィンランド語の使用を支持した。また、ロシア・フィンランド間の関税税率引き下げを実行した。ゲイデンのフィンランドに関する方針の一つに、フィンランドの法的位置の明確化があった。ゲイデンは、フィンランド大公国がツァーリズムの恣意によることなくフィンランドの自治政府を明確化しようとした。
しかし、こうしたゲイデンの方針は、フィンランドに親しみを持っていた皇帝アレクサンドル3世の崩御とニコライ2世の即位、ロシア・ナショナリズムの昂揚、ゲイデンの後任となったニコライ・ボブリコフ将軍によって一変し、ロシア化政策が推進され、フィンランドの反露感情が強まる原因となった。